# Telmatactis rapanuensis
Telmatactis rapanuensis är en havsanemonart som först beskrevs av Oscar Henrik Carlgren 1922.  Telmatactis rapanuensis ingår i släktet Telmatactis och familjen Isophelliidae. Inga underarter finns listade i Catalogue of Life.